# 2001 في كولومبيا
فيما يلي قوائم الأحداث التي وقعت خلال عام 2001 في كولومبيا.

## رياضة
- 1 يناير – نهائي كوبا أمريكا 2001

## موسيقى

### أغاني
من الأغاني التي صدرت هذه السنة في كولومبيا:
- 27 أغسطس – حينما وأينما من غناء شاكيرا.

## مواليد

### أبريل
- 24 أبريل – أندريس أمايا

### مايو
- 3 مايو – خوان ديفيد مارتينيز لاعب كرة قدم كولومبي.

## وفيات

### يناير
- 1 يناير – إيربيرتو أوران (مواليد 1954) متسابق دراجات كولومبي.